# Matyáš Jachnicki
Matyáš Jachnicki (16 mei 1999) is een Tsjechisch volleyballer, gespecialiseerd als buitenaanvaller.